# Marua
Marua is een geslacht van hooiwagens uit de familie Assamiidae.
De wetenschappelijke naam Marua is voor het eerst geldig gepubliceerd door Roewer in 1935. 

## Soorten
Marua omvat de volgende 2 soorten:
- Marua schenkeli
- Marua spinosa